# Gundula Janowitz
Gundula Janowitz (n. 2 august 1937, Berlin, Germania Nazistă) este o soprană lirică austriacă, interpretă de operă, oratorii și lieduri. Una dintre cele mai cunoscute interprete de operă din a doua jumătate a secolului al XX-lea, a fost preeminentă în anii 1960–1970.